# Cacia intricata
Cacia intricata är en skalbaggsart som beskrevs av Francis Polkinghorne Pascoe 1865. Cacia intricata ingår i släktet Cacia och familjen långhorningar.
Artens utbredningsområde är Sulawesi. Inga underarter finns listade.